# Контрабанда наркотичних засобів

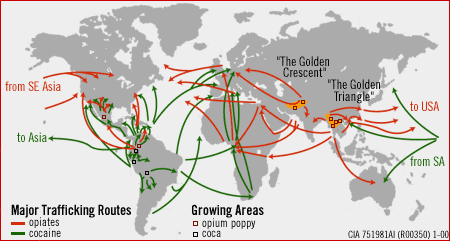
Світові маршрути наркотрафіку

Контрабанда наркотичних засобів, психотропних речовин, їх аналогів або прекурсорів також часто в ЗМІ зветься скорочено Наркотрафік (від англ. narcotraffic) — злочин, передбачений статтями карного кодексу у більшості цивілізованих країн світу, в тому числі статтею 305 КК України.

## Склад злочину
Об'єктом злочину є встановлений порядок переміщення через державний кордон України наркотичних засобів, психотропних речовин, їх аналогів або прекурсорів, а також фальсифікованих лікарських засобів. Цей порядок встановлено з метою захисту здоров'я населення, тому здоров'я теж може вважатися об'єктом даного злочину.
Предметом злочину можуть бути наркотичні засоби, психотропні речовини, прекурсори, які вказані в Переліку наркотичних засобів, психотропних речовин і прекурсорів [Архівовано 24 серпня 2020 у Wayback Machine.], а також аналоги наркотичних засобів чи психотропних речовин, які самі по собі не є наркотиками і не включені до вищезазначеного Переліку, але за хімічною будовою і хімічними властивостями є подібними до наркотичних засобів та психотропних речовин, психоактивну дію яких вони відтворюють. Аналоги наркотиків і психотропних речовин також заборонені до обігу на території України і є предметом даного злочину, якщо незаконно перевозяться через митний контроль України. Крім того, предметом злочину є фальсифіковані лікарські засоби. Перевезення поза митним контролем або з переховуванням від митного контролю інших предметів не утворює складу злочину, передбаченого цією статтею, а за певних умов кваліфікується за 201 статтею Кримінального кодексу України.
Об'єктивна сторона злочину збігається з об'єктивною стороною злочину, передбаченого 201 статтею КК України — тобто характеризується діями, які направлені на переміщення предмета злочину поза митним контролем чи з приховуванням його від митного контролю.
Суб'єктом злочину є осудна фізична особа, яка досягла 16 років.
Суб'єктивна сторона злочину характеризується прямим умислом.

## Кримінальне покарання
- За контрабанду наркотичних засобів, психотропних речовин, їх аналогів, прекурсорів або фальсифікованих лікарських засобів (ч.1) — позбавлення волі (5—8 років).
- За контрабанду:
  - вчинену повторно 
або
  - вчинену за попередньою змовою групою осіб 
або
  - особливо небезпечних наркотичних засобів або психотропних речовин 
або
  - наркотичних засобів, психотропних речовин, їх аналогів, прекурсорів або фальсифікованих лікарських засобів у великих розмірах (ч.2) — позбавлення волі (8—10 років) з конфіскацією майна.
- За контрабанду наркотичних засобів, психотропних речовин, їх аналогів, прекурсорів або фальсифікованих лікарських засобів, вчинену організованою групою або в особливо великих розмірах (ч.3) — позбавлення волі (10—12 років) з конфіскацією майна.
- Поняття великого та особливо великого розміру визначає спеціально уповноважений орган виконавчої влади в галузі охорони здоров'я.